# Scherma ai Giochi della XXVI Olimpiade - Spada individuale maschile
Il torneo di spada individuale maschile dei giochi olimpici di Atlanta 1996 si è svolto il 20 luglio 1996 presso il Georgia World Congress Center.

## Programma
| Date                   | Time        | Round                                                              |
| ---------------------- | ----------- | ------------------------------------------------------------------ |
| Sabato, 20 luglio 1996 | 09:30 17:30 | Trentaduesimi Sedicesimi Ottavi Quarti di finale Semifinali Finali |

## Risultati

### Finali
|  | Semifinali        | Semifinali        | Semifinali        |                   |              | Finale             | Finale             | Finale             |  |
|  |                   |                   |                   |                   |              |                    |                    |                    |  |
|  | Géza Imre         | Géza Imre         | 10                |                   |              |                    |                    |                    |  |
|  | Géza Imre         | Géza Imre         | 10                |                   |              |                    |                    |                    |  |
|  | Iván Trevejo      | Iván Trevejo      | 15                |                   |              |                    |                    |                    |  |
|  | Iván Trevejo      | Iván Trevejo      | 15                |                   | Iván Trevejo | Iván Trevejo       | 14                 |                    |  |
|  |                   |                   |                   |                   | Iván Trevejo | Iván Trevejo       | 14                 |                    |  |
|  |                   |                   | Aleksandr Beketov | Aleksandr Beketov | 15           |                    |                    |                    |  |
|  | Iván Kovács       | Iván Kovács       | Aleksandr Beketov | Aleksandr Beketov | 15           | 8                  |                    |                    |  |
|  | Iván Kovács       | Iván Kovács       |                   |                   |              | 8                  |                    |                    |  |
|  | Aleksandr Beketov | Aleksandr Beketov | 15                |                   |              | Finale terzo posto | Finale terzo posto | Finale terzo posto |  |
|  | Aleksandr Beketov | Aleksandr Beketov | 15                |                   |              |                    |                    |                    |  |
|  |                   |                   |                   |                   |              |                    |                    |                    |  |
|  |                   |                   |                   |                   |              | Géza Imre          | Géza Imre          | 15                 |  |
|  |                   |                   |                   |                   |              | Géza Imre          | Géza Imre          | 15                 |  |
|  |                   |                   |                   |                   |              | Iván Kovács        | Iván Kovács        | 9                  |  |